# Лю Янь (Південна Хань)
Лю Янь (кит.: 劉巖; піньїнь: Liú Yán), храмове ім'я Гаоцзу (кит.: 高祖; піньїнь: Gāozǔ; 889 — 10 червня 942) — засновник і перший правитель Південної Хань періоду п'яти династій і десяти держав.

## Життєпис
Був сином Лю Чжицяня, який служив офіцером за володарювання династії Тан і був префектом Фен (сучасний Чжаоцін, Гуандун). 911 року Лю Янь отримав пост військового губернатора однієї з провінцій.
Вже восени 917 року він проголосив себе імператором новоствореної держави — Південної Хань.
За свого правління Лю Янь запровадив державні іспити для чиновників за зразком тієї схеми, що використовувалась у Тан. 924 року він здійснив напад на Мінь, однак той його напад було відбито. 928 року флот Чу взяв в облогу префектуру Фен, однак Лю Янь зумів хитрощами заманити нападників у пастку та знищити їх.
936 року Південна Хань здійснила напад на Чу, втім Ма Сіфань, який особисто очолив свої війська, той напад відбив.
Майже впродовж усього періоду правління Лю Яня всередині держави тривала боротьба за володарювання в окремих її провінціях.
942 року Лю Янь серйозно захворів і помер. Трон після того успадкував його син Лю Бінь.

## Девізи правління
- Цяньхен (乾亨) 917—925
- Байлун (白龍) 925—928
- Дайу (大有) 928—942